# Seznam prezidentů Turkmenistánu

Vlajka Prezidenta Turkmenistánu

Prezident Turkmenistánu (turkmensky Türkmenistanyň prezidenti), oficiálně prezident a předseda Kabinetu ministrů Turkmenistánu, je hlavou státu a předsedou vlády Turkmenistánu. Prezident je také nejvyšším vrchním velitelem ozbrojených sil Turkmenistánu a stojí v čele Bezpečnostní rady státu.
Tento seznam zahrnuje hlavy států Turkmenistánu od roku 1990.

## Seznam
| Č. | Portrét             | Jméno (narození–úmrtí)            | Zvolen            | Nástup do úřadu   | Konec v úřadu     | Délka v úřadu    | Strana              | Strana              |
| -- | ------------------- | --------------------------------- | ----------------- | ----------------- | ----------------- | ---------------- | ------------------- | ------------------- |
| 1. |                     | Saparmurat Nijazov (1940–2006)    | 1990              | 2. listopadu 1990 | 16. prosince 1991 | 16 let a 49 dní  |                     | Komunistická strana |
| 1. | 1992                | Saparmurat Nijazov (1940–2006)    | 16. prosince 1991 | 21. června 1992   |                   | 16 let a 49 dní  | Demokratická strana |                     |
| 1. | Doživotní prezident | Saparmurat Nijazov (1940–2006)    | 21. června 1992   | 28. prosince 1999 |                   | 16 let a 49 dní  | Demokratická strana |                     |
| 1. | Doživotní prezident | Saparmurat Nijazov (1940–2006)    | 28. prosince 1999 | 21. prosince 2006 |                   | 16 let a 49 dní  | Demokratická strana |                     |
| 2. |                     | Gurbanguly Berdimuhamedow (1957–) | —                 | 21. prosince 2006 | 14. února 2007    | 15 let a 88 dní  | Demokratická strana |                     |
| 2. | 2007                | Gurbanguly Berdimuhamedow (1957–) | 14. února 2007    | 17. února 2012    |                   | 15 let a 88 dní  | Demokratická strana |                     |
| 2. | 2012                | Gurbanguly Berdimuhamedow (1957–) | 17. února 2012    | 17. února 2017    |                   | 15 let a 88 dní  | Demokratická strana |                     |
| 2. | 2017                | Gurbanguly Berdimuhamedow (1957–) | 17. února 2017    | 19. března 2022   |                   | 15 let a 88 dní  | nestraník           |                     |
| 3. |                     | Serdar Berdimuhamedow (1981–)     | 2022              | 19. března 2022   | úřadující         | 2 roky a 347 dní |                     | Demokratická strana |